# 聖莫里斯 (印地安納州)
聖莫里斯（英語：Saint Maurice）是位於美國印地安納州第開特縣的一個非建制地區。該地的面積和人口皆未知。

## 地理
聖莫里斯的座標為39°21′58″N 85°20′04″W / 39.36611°N 85.33444°W，而該地的平均海拔高度為317米（即1040英尺）。